# Paullinia nitida
Paullinia nitida är en kinesträdsväxtart som beskrevs av Carl Sigismund Kunth. Paullinia nitida ingår i släktet Paullinia och familjen kinesträdsväxter. Inga underarter finns listade i Catalogue of Life.